# Ny Harløse
Ny Harløse – miasto w Danii, w regionie Stołecznym, w gminie Hillerød.